# Pilot Militar Distingit de la Unió Soviètica
El títol de Pilot Militar Distingit de la Unió Soviètica (rus:Заслуженный военный лётчик СССР) era assignat a les tripulacions de les aeronaus, associacions, institucions, escoles militars i departaments de l'oficina central del Ministeri de Defensa a aquells qualificats com a pilot militar de 1a classe o instructor de pilot militar de 1a classe, pels èxits destacats en el desenvolupament de l'enginyeria aeronàutica, l'alt rendiment en l'educació i la formació del personal de vol i pel completament de treballs d'estiu de l'aviació de les Forces Armades Soviètiques.
Va ser establerta per decret del Presídium del Soviet Suprem el 26 de gener de 1965 i suprimida el 22 d'agost de 1988. El 20 de febrer de 1992 la Federació Russa va establir el títol honorífic de Pilot Militar Distingit de la Federació de Rússia.
Era atorgada pel Presídium del Soviet Suprem de la Unió Soviètica, a proposta del Ministre de Defensa. Juntament amb el títol s'atorgava un diploma del Presídium del Soviet Suprem i la insígnia corresponent, que penjava a la dreta pel pit per damunt dels ordes de la Unió Soviètica (si se'n tenien).
Només la Mesa del Soviet Suprem de l'URSS, davant la denúncia d'un tribunal o del ministre de defensa podien privar del títol de Pilot Militar Distingit.